# 군부 (연체동물)

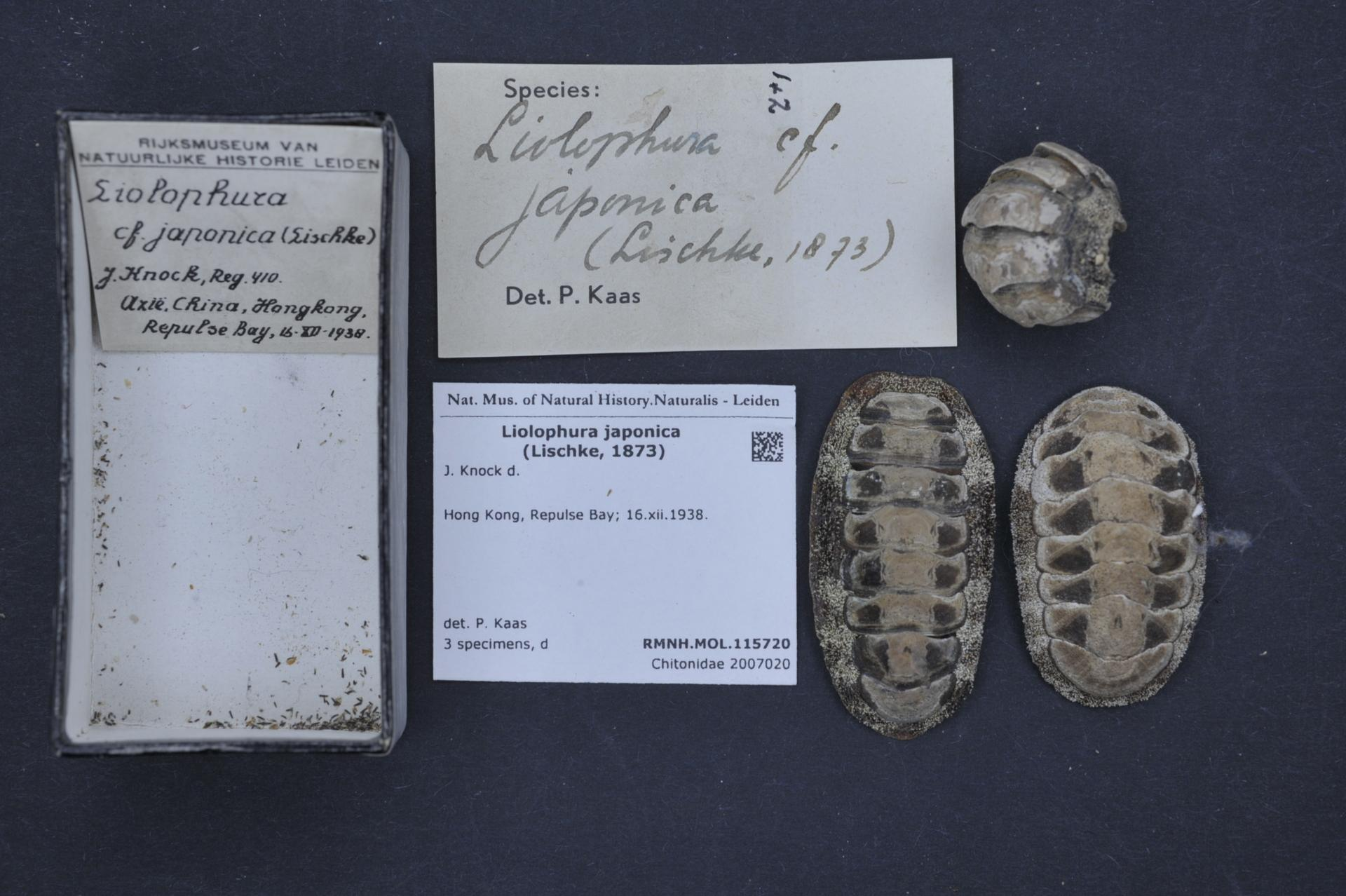

군부는 다판류 연체동물이다.
몸길이 5.5 cm, 너비 3.3 cm, 높이 1.5 cm 정도이다. 몸은 타원형이고 등쪽에 손톱 모양의 판(板：조가비)이 기왓장처럼 포개져 있다. 흰색과 갈색의 가로무늬가 있으며, 앞쪽에 막대 모양의 짧은 가시가 촘촘히 나 있다. 배에 붙어 있는 다리는 황백색이다. 발생은 한천질의 녹색 알끈을 낳는 것으로 한다. 조간대 암초에 해수가 차면 먹이를 찾아 돌아다니다가 해수가 빠지기 전에 제자리로 돌아가는 귀소본능이 있다. 조간대 암초지대의 바위나 돌에 붙어 산다.

## 참고 자료
- 이 문서에는 다음커뮤니케이션(현 카카오)에서 GFDL 또는 CC-SA 라이선스로 배포한 글로벌 세계대백과사전의 내용을 기초로 작성된 글이 포함되어 있습니다.